# Pessimisme
Pessimisme (del llatí pessimum, 'el pitjor') és una doctrina filosòfica que afirma (invertint la tesi leibniziana) que vivim en el pitjor dels mons possibles.
Dintre del context del pensament occidental, aquesta idea sorgeix amb l'anomenat "pessimisme grec" o amb la doctrina del filòsof Hegesias. Ja Plutarc refereix, prenent-la d'Aristòtil, la famosa llegenda de Silè, que declara: 
"Una vida viscuda en el desconeixement dels propis mals és la menys penosa. És impossible per als humans que els succeeixi la millor de les coses, ni que puguin compartir la naturalesa del que és millor. Per això, és el millor, per a tots els homes i dones, no néixer; i el segon després d'això —la primera cosa que poden aconseguir els humans— és, una vegada nascuts, morir tan ràpid com es pugui." (Consolatio ad Apollonium, 27, 115B-C)
Amb tot, la fonamentació més o menys sistemàtica del pessimisme té lloc amb els filòsofs de l'irracionalisme del segle xix, com Schopenhauer, Mainländer, Eduard von Hartmann i Søren Kierkegaard. Ja en el segle xx, s'enrolen també en aquest corrent de pensament Martin Heidegger, Jean-Paul Sartre i Emil Cioran.
Sigmund Freud podria també ser descrit com un pessimista i va compartir moltes de les idees de Schopenhauer. Va veure l'existència humana com estant sota atac constant de dues forces dintre d'un mateix, les forces de la natura i de relacions amb els altres. La cita següent, de Civilització i els seus descontents, és potser el millor exemple del seu pessimisme: 
"Podem citar molts avantatges que devem a la molt menyspreada era d'avanços científics i tècnics. En aquest punt, no obstant això, la veu de la crítica pessimista es fa sentir, recordant-nos que la majoria d'aquests plaers segueixen el patró del "plaer barat" recomanat en certa broma, un plaer que un pot gaudir parant una cama nua fora dels llençols una nit freda d'hivern, i tornar-la a ficar dins... Quin bé és per a nosaltres una llarga vida si és dura, sense gaudiment i tan plena de sofriment que no podem més que donar la benvinguda a la mort com un repartidor?".
És possible referir-se també a un cert rerefons pessimista inherent a les religions (particularment el budisme), encara que totes tendeixen, en major o menor mesura, a garantir algun tipus de redempció. Per al cristianisme, per exemple, l'esperança és una de les anomenades virtuts teologals. El pessimisme s'adhereix, d'acord amb l'esperit bíblic, a la noció que aquest món és l'estatge del mal. Per aquest motiu, aquest concepte es relaciona, bastant freqüentment, amb doctrines tals com l'escepticisme, el nihilisme, l'ascetisme i fins i tot el misticisme, entre d'altres.
La noció de pessimisme s'oposa al concepte filosòfic d'optimisme.